# Nils Sonesson (borgmästare)

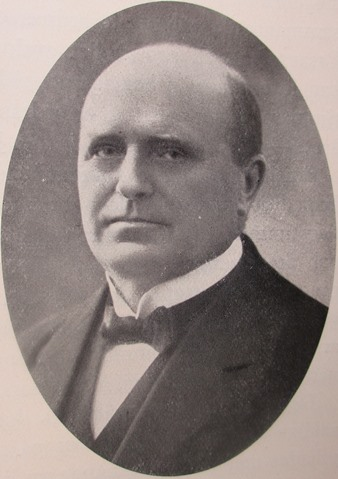
Nils Sonesson.

Nils Sonesson, född 10 oktober 1862 i Lilla Slågarps socken, Malmöhus län, död 19 oktober 1932 i Söderhamn, var en svensk borgmästare och politiker.
Sonesson, som var lantbrukarson, avlade hovrättsexamen vid Lunds universitet 1884 och blev vice häradshövding 1891. Han var kronokassör 1887-1894, rådman 1894-1909 och därefter borgmästare, allt i Söderhamns stad. Han var även ombudsman vid Helsinglands städers hypoteksförening från 1890 och vid Helsinglands Enskilda Bank från 1891. Efter att nämnda bank 1917 uppgått i Mälarbanken var han ledamot av dess lokalstyrelse.
Sonesson var även landstingsman i Gävleborgs läns landsting, ordförande i byggnadsnämnden, i hälsovårdsnämnden samt vice ordförande i skolstyrelsen och i styrelsen för Dala-Hälsinglands Järnväg (DHdJ).